# Mjölkhållare
Mjölkhållare är ett serveringshjälpmedel bestående av en behållare med handtag anpassad för mjölk- och juiceförpackningar som underlättar användningen av dessa Tetra Pak. Den är vanligtvis tillverkad av plast, men även hållare av trä och metall förekommer. Mjölkhållaren riktar sig särskilt till rörelsehindrade personer och barn.
I vissa länder, exempelvis Kanada, förekommer även liknande hållare avsedda för mjölkpåsar.

## Mjölkhållare i populärkulturen
I TV-serien Kvarteret Skatan förekommer sketcher med mjölkhållare.